# Joe Smooth
Joe Smooth (Joseph Lorenzo Jr. Welbon) ist ein US-amerikanischer House-DJ und -Produzent aus Chicago, der hauptsächlich in den späten 1980er und frühen 1990er Jahren populär war.

## Biografie
Joe Smooth ist einer der Pioniere des House. Der Autodidakt begann im Alter von 12 Jahren, seine Musik zu kreieren. Als er 16 Jahre alt wurde, begann er mit House-Partys und arbeitete als DJ in Chicagos Underground-Musik-Szene. Bereits mit 18 eröffnete Smooth seinen ersten eigenen Nachtclub namens „Hollywood Mannequins“. 1983 kam er als DJ in die „Smart Bar“ in Chicago, eine berühmte Diskothek, wo er 1985 auch musikalischer Koordinator wurde. Bereits 1987 schloss sich ein Job als DJ und Musikchef im „Charlie Club“ an.
1985 erhielt Smooth einen Vertrag bei DJ International und profilierte sich als wichtigster Songwriter und Kopf aller innovativer Produktionen des Labels. Er arbeitete mit Frankie Knuckles, Marshall Jefferson, A Guy Called Gerald, Lil’ Louis, D’Bora, Tyree Cooper, Fast Eddie, Fingers Inc., The Art of Noise, Sterling Leere, Pet Shop Boys, Janet Jackson, Brian McKnight, Atlantic Starr, The Style Council, New Order, Steve Hurley und vielen anderen.
1988 nahm sich Joe Smooth eine Auszeit von der Club-Szene, widmete sich voll seinen Produktionen und reiste damit ins Ausland. Als er 1990 das Gefühl hatte, es fehlt ein Underground-House-Club in Chicago, eröffnete er den „Warehouse Nightclub“, dessen Name eine Hommage an den legendären, gleichnamigen Club aus den frühen 1980er Jahren war. Es folgte eine Zeit in Rom, wo Smooth mit Claudio Donato (Active Bass Music) arbeitete. Seit den 1990er Jahren produziert er mit der Slang Music Group and Nu Soul für Künstler wie Whitney Houston, Donnell Jones, Destiny’s Child, Sisqó und zahlreiche andere.

## Diskografie

### Alben
- 1988: Promised Land
- 1990: Rejoice

### EPs
- 1989: They Want to Be Free / Let the Music Take Control (EP/Promo; Joe Smooth / Tyree)
- 1997: Disco Acid EP Vol. 1
- 1998: Disco Acid EP Vol. 2
- 1999: Save the Children E. P.
- 1999: Disco Acid EP Vol. 3
- 2003: Disco Acid EP Vol. 4
- 2004: Disco Acid EP Vol. 5

### Singles
- 1987: The Promised Land (Joe Smooth Inc. feat. Anthony Thomas)
- 1987: Full House – The Promised Land / I Remember (Joe Smooth Inc. feat. Anthony Thomas; Promo)
- 1987: Goin’ Down (Joe Smooth Inc. feat. Anthony Thomas)
- 1988: I’ll Be There (feat. Mikkhiel)
- 1988: Rejoice
- 1989: They Want to Be Free
- 1989: Can’t Fake the Feeling
- 1990: I’m Not Givin’ Up / One Moment in Love
- 1993: Untitled (White Label)
- 1995: Promised Land (’95 Remixes)
- 1996: Back Home (Tommy Musto Remixes)
- 1996: He’ll Lift You Up (12inch Doppel-Vinyl)
- 1997: Remixes
- 1998: I Made It Over (Tanya Louise vs. Joe Smooth)
- 1998: Promised Land (’98 Remixes)
- 2004: Alternative 3
- 2004: Alternative 3: 4 Different Mixes
- 2004: Promised Land [2004]
- 2005: Promised Milkshake (Joe Smooth & Mixmaster Luke)
- 2008: Promised Milkshake [7 Tracks]
- 2009: Promised Milkshake (Skreatch vs. Joe Smooth)
- 2010: (Take Me To) The Promised Land (5 mp3-Files; Joe Smooth & DJ Hannu; nur Australien)